# Trichomycterus nigromaculatus
Trichomycterus nigromaculatus es una especie de peces de la familia Trichomycteridae en el orden de los Siluriformes.

## Morfología
• Los machos pueden llegar alcanzar los 16,5 cm de longitud total.

## Distribución geográfica
Se encuentra en los Andes de Colombia.